# Sinopodisma houshana
Sinopodisma houshana är en insektsart som beskrevs av Huang, C. 1982. Sinopodisma houshana ingår i släktet Sinopodisma och familjen gräshoppor. Inga underarter finns listade i Catalogue of Life.